# Lex Manilia de bello Mithridatico
La lex Manilia de bello Mithridatico va ser una antiga llei romana establerta a proposta de Gai Manili, tribú de la plebs, quan eren cònsols Marc Emili Lèpid i Luci Volcaci Tul·le, l'any 66 aC. Era un privilegi que donava la direcció de la guerra contra Mitridates VI Eupator a Gneu Pompeu amb el comandament de les províncies de l'Àsia Menor i els exèrcits que tenia Luci Licini Lucul·le, i amb potestat de combatre també contra Tigranes II d'Armènia.